# Mohammad Mosaddeq
Mohammad Mosaddeq, transcrito como Mossadeq, Mossadegh, Mosaddiq ([mohæmˈmæd(-e) mosædˈdeɢ]ⓘ en persa: محمد مصدق‎; Teherán, 19 de mayo de 1882-Ahmadabad, 5 de marzo de 1967), fue un primer ministro elegido democráticamente en Irán y que gobernó entre 1951 y 1953.
El 20 de marzo de 1951 nacionalizó el petróleo. Tras bloquear a Irán y ejercer otro tipo de presiones, Estados Unidos y Reino Unido financiaron un golpe de Estado organizado por la CIA y alentado por el MI6, en 1953, que derrocó a Mosaddeq y estableció una dictadura monárquica en cabeza del sha Mohammad Reza Pahlavi.

## Biografía
En 1943 fue elegido como diputado en representación de Teherán al XIV Parlamento. Por entonces Mohammad Reza Pahlaví aún ocupaba el trono. Fue elegido nuevamente diputado en el XVI Parlamento, participando primero como miembro y luego siendo elegido presidente del Comité del Petróleo.

### La nacionalización del petróleo
En 1951 el primer ministro Mohammad Sa'ed firmó con Gran Bretaña un anexo al Tratado del Petróleo de 1933 (Tratado Gas-Golshayan). Cuando el XV Parlamento se negó a ratificar el acuerdo, las cláusulas que afectaban los intereses iraníes fueron conocidas por la población y Sa'ed tuvo que renunciar. Lo sucedió Ali Mansur, quien corrió la misma suerte al insistir en la ratificación.  
Asumió entonces el cargo de primer ministro el jefe del Ejército, Haj Ali Razmara, quien volvió a insistir en la ratificación frente al XVI Parlamento. Entonces Mohammad Mosaddeq, a la sazón presidente de la Comisión del Petróleo del Parlamento, declaró a la prensa que los tratados de D’Arcy (1933) y el Anexo a este último eran nulos. 
Varios sectores apoyaron entonces la voluntad de nacionalizar el petróleo que se desprendía de las declaraciones de Mosaddeq. Gran Bretaña reaccionó entonces buscando asfixiar económicamente a Irán, amenazando con impulsar la independencia del Juzestán iraní, cerrando dos bancos británicos y exigiendo la devolución de una deuda de un millón de libras y los créditos otorgados a los comerciantes iraníes. Por su parte, la compañía petrolera británica sacó de la circulación su capital. 
En esas circunstancias, Razmara murió en un atentado terrorista ejecutado por Jalil Tahmasbí, de la organización Fedayines del Islam fundada por Navvab Safaví y aliada del ayatolá Kashaní —aliado a su vez de Mosáddeq—, lo que impulsó una insurrección general contra la influencia británica. En esa dinámica, el Tratado Gas-Golshayan fue derogado y Mosaddeq elegido primer ministro.
Una de sus primeras medidas fue decretar la nacionalización de la Anglo-Persian Oil Company el 20 de marzo de 1951, aprobada por la mayoría parlamentaria y ratificada cinco días después por el Senado. En septiembre, conminó a los empleados británicos de esa empresa a dejar el país en un plazo de una semana.
Ante la decisión de Irán sobre su petróleo, Gran Bretaña escaló el conflicto prohibiéndole vender el crudo y amenazando con enviar a su Armada. Impugnó también la nacionalización del petróleo ante la Corte Internacional de La Haya y el Consejo de Seguridad de las Naciones Unidas.
Mosaddeq hizo ante el Consejo de Seguridad una histórica defensa de los derechos de Irán sobre su petróleo, lo que llevó a la indefinición del organismo internacional para esperar la decisión del tribunal internacional. En junio de 1952, Mosaddeq volvió a defender personalmente los derechos de Irán sobre su petróleo ante la Corte Internacional, que se pronunció el 20 de julio resolviendo que no tenía competencia para entender en ese conflicto. 
El triunfo iraní fue atribuido a la habilidad personal de Mosaddeq, que ese mismo año de 1951 fue considerado como hombre del año por la revista Time. Los medios de comunicación occidentales describen a Mosaddeq como un «loco senil».
En julio de 1952, enfrentado con el sah, Mosaddeq presentó su renuncia, desencadenando grandes movilizaciones en su apoyo que obligaron al sha a restituirlo en su cargo el 21 de julio. Mosáddeq pidió al Parlamento facultades para realizar profundas transformaciones en todos los campos, que fueron implementadas por medio de unas ochenta leyes sobre seguridad, corrupción, justicia, presupuesto nacional, vivienda, salud, fuerzas armadas, justicia social y libertades civiles. El 15 de diciembre nacionalizó el servicio telefónico y la actividad pesquera, que se encontraba entonces concesionada a la Unión Soviética.

### Golpe de Estado y muerte

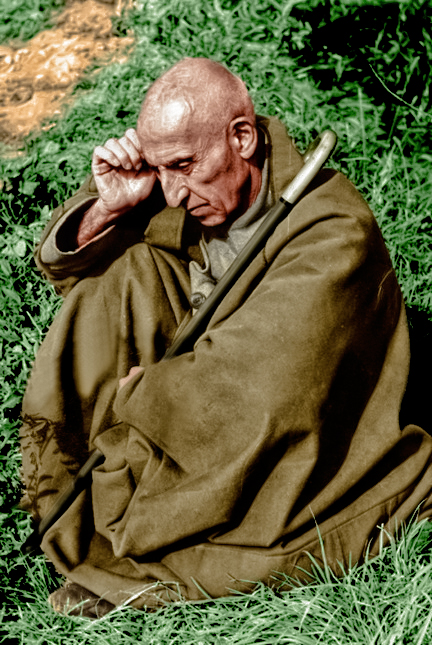
Mosaddeq durante su arresto domiciliario, Ahmadabad, Irán, c. 1965

A finales de 1952, agentes del MI6 se acercaron a sus colegas de la recién fundada CIA  para proponerles sacar a Mosaddeq del poder por la fuerza, y estos aceptaron. El 18 de agosto de 1953, la agencia norteamericana ejecutó con el apoyo de la británica la Operación Ajax, como se llamó al golpe de Estado con el que fue derrocado Mosaddeq y restableció en el poder al sha. 
El 21 de diciembre de 1953, Mosaddeq entró a pasar a tres años de reclusión en aislamiento en una prisión militar, muy por debajo de la sentencia de muerte impuesta por los fiscales. Cuando la leyeron, levantó la cabeza y dijo en voz baja, lleno de sarcasmo: «El veredicto de esta corte ha aumentado mis glorias históricas. Estoy muy agradecido de que me haya condenado. Verdaderamente, esta noche la nación iraní entendió el significado del constitucionalismo».
Cumplida la condena debió permanecer confinado en su villa de Ahmadabad, prácticamente hasta el día de su muerte. El 4 de febrero de 1967 falleció por un cáncer, fue enterrado en su propia casa para evitar un furor político.